# Eucereon leprota
Eucereon leprota là một loài bướm đêm thuộc phân họ Arctiinae, họ Erebidae.